# U.S. Route 4
U.S. Route 4 (också kallad U.S Highway 4 eller med förkortningen  US 4) är en amerikansk landsväg. Den går ifrån Albany i New York i väster till Portsmouth i New Hampshire i öster och sträcker sig 412 km. Vägen passerar genom de större städerna New York och Portsmouth.
I New York är den känd som "the Great River Road."